# Nachal Saflul
Nachal Saflul (hebrejsky: נחל ספלול) je vádí v severním Izraeli, ve vysočině Ramat Menaše.
Začíná v nadmořské výšce přes 300 metrů nad mořem (poblíž nejvyššího bodu regionu - kóty 400), v jižní části vysočiny Ramat Menaše, západně od vesnice Mušajrifa, která je od roku 1996 začleněna do města Ma'ale Iron. Odtud vádí směřuje obloukem k severu, jihozápadu a západu odlesněnou, zvlněnou krajinou. Východně od vesnice Gal'ed ústí zprava do vádí Nachal Chelmit.